# Acqua calda
Acqua calda (Hot Water) è un film di montaggio statunitense del 1935 con protagonisti Stan Laurel e Oliver Hardy (noti meglio come Stanlio e Ollio). La pellicola, ritenuta perduta, conteneva legate tra loro tre comiche del duo: Questione d'onore del '35, Buone vacanze del 1932 e Guerra ai ladri del 1933.

## I film di montaggio di Laurel e Hardy in Italia
Dalla fine degli anni trenta alla metà degli anni settanta in Italia molte delle comiche di Stanlio e Ollio doppiate da Mauro Zambuto e Alberto Sordi vennero unite da capo a coda (tagliando ovviamente i titoli di testa e di chiusura originali) in più montaggi per formare dei lungometraggi che durassero circa un'ora e oltre. Ciò fu fatto si presume per far conoscere alla gente meglio la coppia proiettando varie raccolte includenti massimo quattro comiche di Laurel e Hardy. Negli anni cinquanta i doppiatori Fiorenzo Fiorentini (Stanlio) e Carlo Croccolo (Ollio) assunsero il ruolo professionale di prestare nuovamente le voci al duo comico statunitense unicamente per la realizzazione di questi montaggi: infatti molti dei dialoghi italiani sono differenti dagli originali proprio per far avere tra le differenti comiche un nesso logico e conducente; tanto che per questi montaggi venivano creati degli appositi titoli di testa e di coda citando la partecipazione di Laurel e Hardy, di altri attori (dei quali tuttavia spesso il nome viene storpiato apposta per far credere che fossero differenti) ed infine ponendo come direttore del film un regista delle comiche originali (il cui nome a volte è scritto correttamente o nella maggior parte dei casi è fittizio). La produzione di queste antologie cominciò ad affievolirsi e poi a sparire con un ennesimo doppiaggio di quasi tutti in cortometraggi di Stanlio e Ollio da parte di Franco Latini e Carlo Croccolo nella fine degli anni sessanta.

## Trama del montaggio
Stanlio e Ollio hanno appena aperto un negozio di elettrodomestici, ma entrano subito nella lista nera di un droghiere che ha il negozio vicino a loro. Infatti Ollio per un pasticcio combinato da Stanlio mentre montava le lampadine sull'insegna appoggiato ad una scala, viene spedito dritto dritto nella balconata della casa del droghiere dove viene soccorso immediatamente dalla moglie. Scendendo le scale assieme, il droghiere crede che Ollio stia facendo delle avances alla moglie e così iniziando a litigarci sfascia alcune apparecchiature del negozio di elettronica. Stanlio e Ollio non si danno per vinti e gli restituiscono pan per focaccia creando una baraonda senza precedenti che coinvolgerà tutto il quartiere. Perduto il lavoro, i due si guadagnano da vivere come pescivendoli e un giorno Stanlio ha anche una bella idea: costruire una barca pescando da soli frutti di mare per poi venderli autonomamente da buoni soci al mercato. Ollio è entusiasta dell'idea ed immediatamente i due comprano un relitto per ritrasformarlo in una splendida barca. Tuttavia a causa delle sbadataggini di Stanlio l'impresa si rivelerà alquanto ardua e alla fine dell'opera Ollio si troverà più infuriato di prima per l'immediata distruzione dell'imbarcazione a causa di Stanlio che ci ha rimediato anche due occhi pesti. Cercando lavoro come poliziotti, Stanlio e Ollio vanno a caccia di ladri, tuttavia si dimostrano come sempre goffi e impacciati. Accade perfino che Stanlio se ne lascia sfuggire uno mentre lo coglie in flagrante in una gioielleria, scambiandolo per il proprietario che si era dimenticato la combinazione per la cassaforte. Ricevuto un nuovo ordine di cattura, Stan e Oliver si recano nella magione di un nobiluomo e scorgono un misterioso figuro che vi sta entrando. L'uomo non è altri che il capo della polizia di Stanlio e Ollio,ma questi non lo riconoscono subito e lo arrestano portandolo in centrale. Lì i due scopriranno il grave errore e verranno giustiziati.